# Керби (приток Нимелена)
Керби — река в Хабаровском крае России, правый приток Нимелена.

## Общие сведения
Длина — 254 км, площадь бассейна — 3960 км². Исток — на стыке хребтов Дуссе-Алинь, Ям-Алинь и Эзоп в системе Буреинского хребта. Протекает преимущественно в восточном и северо-восточном направлении. Русло извилистое, с множеством проток. Долина не заселена. Устье — в 5 км к северу от села имени Полины Осипенко, носившего имя реки до 1939 года. Высота устья — 62 м над уровнем моря.

## Данные водного реестра
По данным государственного водного реестра России относится к Амурскому бассейновому округу, речной бассейн реки — Амур, речной подбассейн реки — Амгунь, водохозяйственный участок реки — Амгунь.
Код объекта в государственном водном реестре — 20030800112118100085342.

## Основные притоки
(расстояние от устья)
- 52 км: река Большой Хевлак (пр)
- 126 км: река Салаули (лв)
- 136 км: река Гонгрен (пр)
- 151 км: река Кути (лв)
- 191 км: река Правая Мунали (лв)